# The Peninsula (Hongkong)
The Peninsula Hong Kong, kurz The Pen, (chinesisch 香港半島酒店 / 香港半岛酒店, Pinyin Xiānggǎng Bàndǎo Jiǔdiàn, Jyutping Hoeng1gong2 Bun3dou2 Zau1dim3) ist ein Hotel der Luxuskategorie in Hongkong. Es liegt an der Kreuzung der beiden Hauptverkehrsstraßen Nathan Road und Salisbury Road im Stadtteil Tsim Sha Tsui am Victoria Harbour auf der Halbinsel Kowloon.
Das Hotel gehört zu den legendären Hotels dieser Welt und gilt immer noch als renommiertestes Haus am Platz. Es wurde 1928 während der Kolonialzeit eröffnet und 1994 durch den Bau des 30 Stockwerke hohen „Tower“ erheblich erweitert. Seither verfügt es über 246 Hotelzimmer und 64 Suiten, 8 Restaurants, 2 Bars und Coffeeshops, Hallenbad, Fitness-Zentrum, Spa und Sauna. Für Ausflugsfahrten stehen den Gästen 14 Rolls-Royce zur Verfügung.
Wegen seiner reichen Vergangenheit wird es auch liebevoll „die große alte Dame“ (französisch Grande Dame) genannt. Stars wie Elizabeth Taylor, Douglas Fairbanks oder Richard Gere stiegen hier ab. Prinzessin Diana war Stammkundin und reiste per Helikopter übers Dach an. Auch "James Bond" war schon da: In Der Mann mit dem goldenen Colt kam Roger Moore durch die Eingangshalle. Der tägliche „High Tea“ und der traditionelle „Afternoon Tea“, zu dem Walzer als Hintergrundmusik gespielt wird, zählt zu den beliebten Freizeitvergnügen der Stadt.
Das Hotel steht im Eigentum der Peninsula-Gruppe, die Teil des Unternehmens The Hongkong and Shanghai Hotels Ltd. ist, und neben diesem Flaggschiff folgende Hotels betreibt: The Peninsula New York, The Peninsula Chicago, The Peninsula Beverly Hills, The Peninsula Tokyo, The Peninsula Bangkok, The Peninsula Beijing, The Peninsula Manila, The Peninsula Shanghai und The Peninsula Paris.
Wenn vom „Pen“ gesprochen wird, bezieht sich das in aller Regel gleichwohl auf das „Vorzeigehotel“ The Peninsula Hong Kong.

## Bedeutung des Namens
Das Wort „Peninsula“ bedeutet – im Lateinischen wie im Englischen – Halbinsel und bezieht sich auf die geographische Lage des Standorts.